# Allan Charleston
Allan Charleston (Fremantle, 10 febbraio 1934 – 24 marzo 2015) è stato un pallanuotista australiano.
Ha partecipato, come membro dell'Australia, alle Olimpiadi di Roma 1960, partecipando al torneo di pallanuoto.
Nel 2012 è stato incluso nella Water Polo Australia Hall of Fame.